# Bakarska vodica

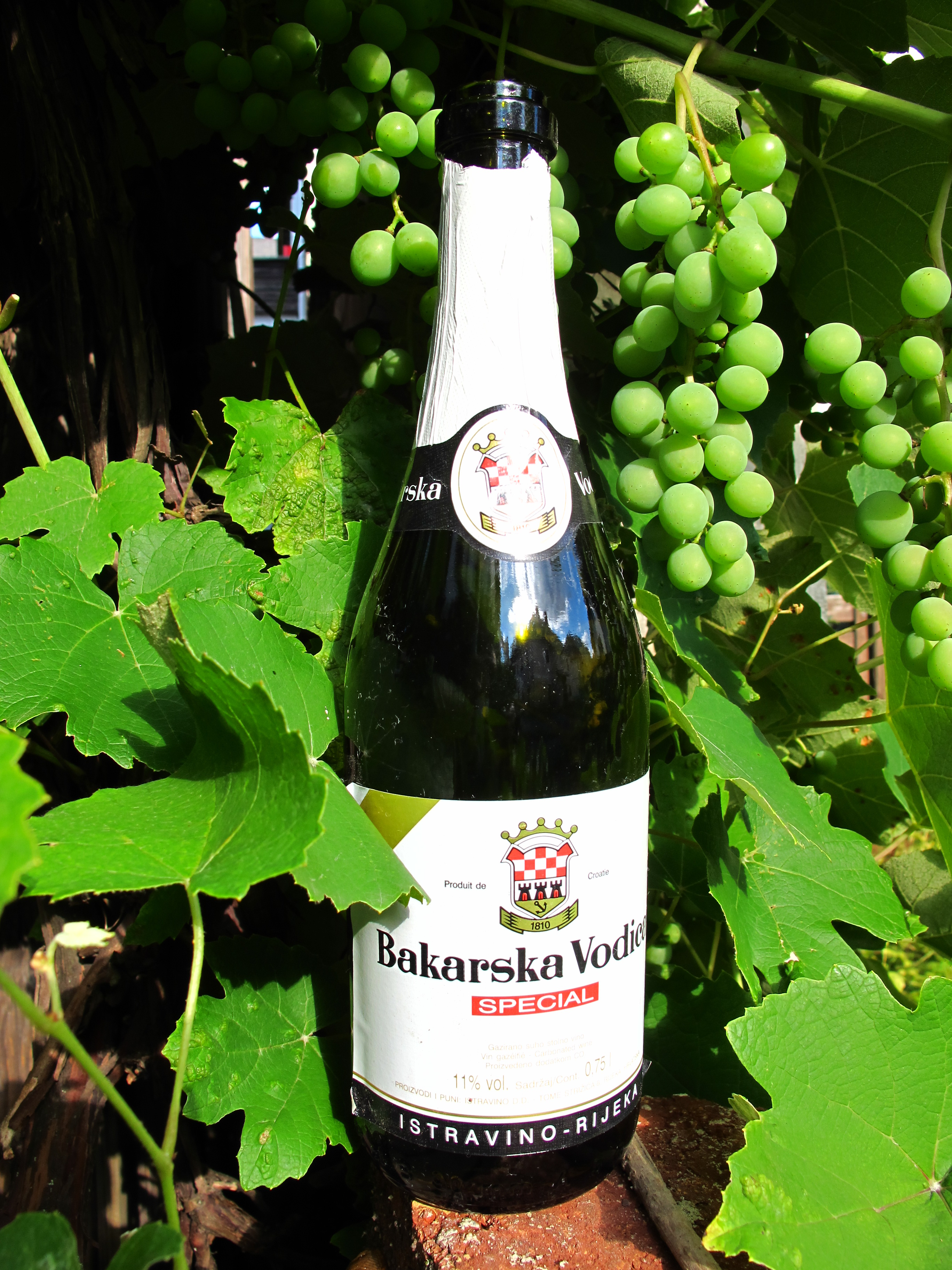
Une bouteille de bakarska vodica de 2010.

La bakarska vodica est un vin mousseux croate, produit par méthode rurale dans la région de Bakar.

## Histoire

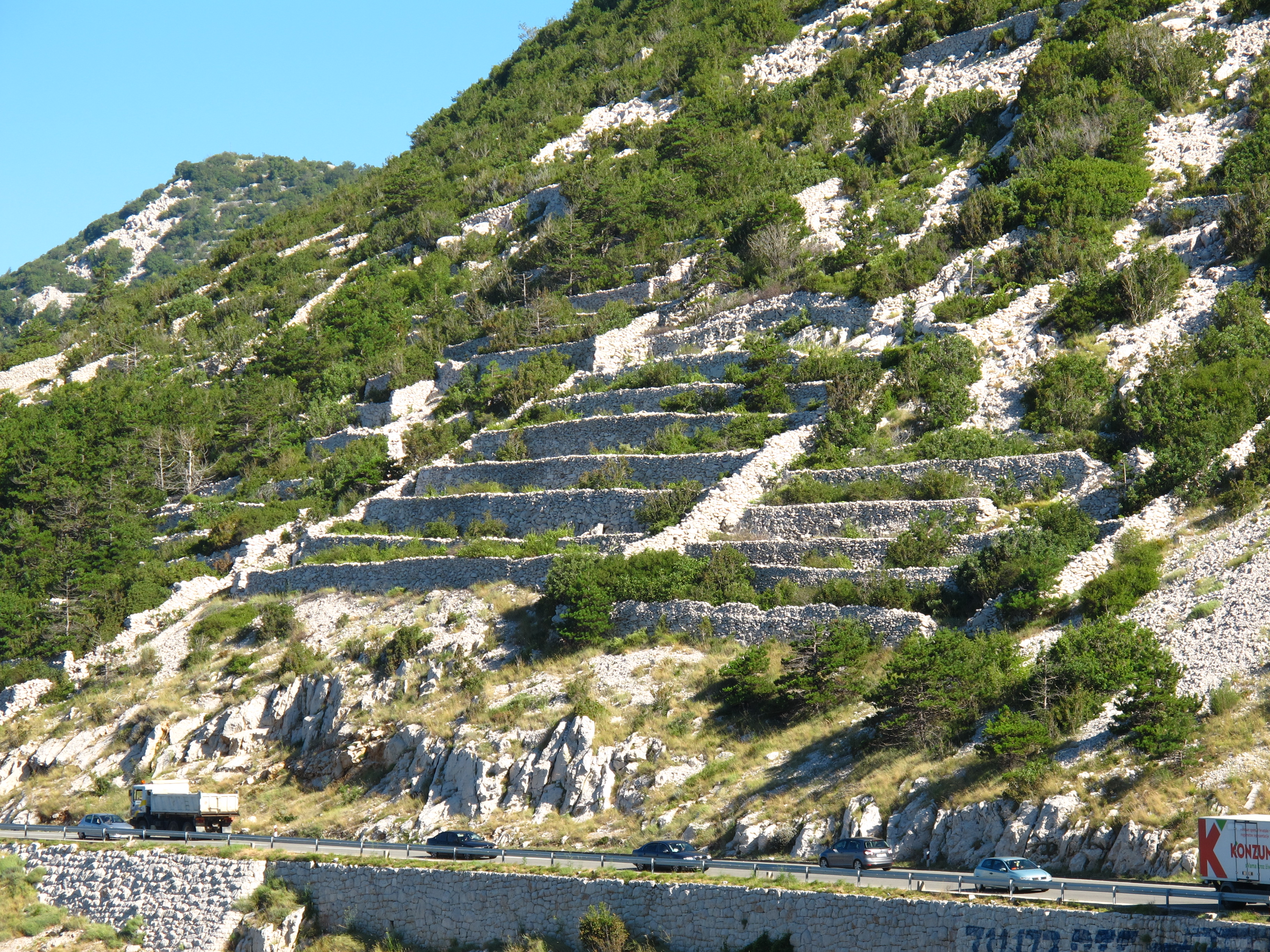
Les terrasses de la baie de Bakar.

Les origines de sa production remontent au XVIIIe siècle, avec l'arrivée de techniques provenant du Piémont italien.
Après avoir connu un optimum au milieu du XIXe siècle, avec de lourds aménagements de terrasses autour de la baie de Bakar (en), la production s'effondre après l'arrivée des ravageurs de la vigne (oïdium de la vigne, 1861, mildiou de la vigne et phylloxéra, 1900). 
Elle manque de disparaître après la Seconde Guerre mondiale, cette vinification particulière n'étant plus pratiquée que par quelques passionnés, en guise de « passe-temps ».
L'appellation « bakarska vodica » est néanmoins protégée par un texte de 1930.
Dans les années 1960, la production de cette appellation est relancée, sans reprendre toutefois la tradition séculaire, à visée commerciale. On assemble alors différents cépages, le žlahtina (hr) des régions côtières et le malvoisie d'Istrie (hr) de l'intérieur des terres, et la production redevient conséquente.

## Production
La production annuelle en 2017 atteint 2,6 millions de bouteilles.

### Mise en valeur
Le terroir et les caves ne sont pas suffisamment valorisés en Croatie pour que la région viticole autour de Bakar et Novi Vinodolski constitue un atout touristique.